# Gato negro, Dragón rojo
Gato negro · Dragón rojo es el quinto trabajo discográfico del grupo español Amaral, estrenado en España el 27 de mayo de 2008. Su producción terminó el 25 de abril del mismo año.
Cuenta con 19 canciones, que van del rock al pop, con toques reggaes, folk o minimalistas en algunos temas. Entre los temas incluidos se encuentran "Biarritz", compuesta por Juan Aguirre para su anterior grupo, "Días de Vino y Rosas", "El artista del alambre", que Eva y Juan escribieron para la película "Fuera de carta", y "Doce palabras" en la que Peter Buck, guitarrista de R.E.M, ha participado con su guitarra de doce cuerdas. Otras colaboraciones fueron la de Xoel López y la de los hermanos Ferreiro que han intervenido en temas como 'Deprisa' y "Las puertas del infierno". La colaboración de Rubén y Leiva de Pereza, se tuvo que quedar fuera por problemas con las discográficas. Antes de la salida oficial des disco, se pudo descargar desde su página web oficial y de manera gratuita "El blues de la generación perdida", que además del tema contenía el libreto en Pdf con la letra de la canción y fechas de la gira además de la portada del álbum.
El álbum fue publicado en cuatro formatos diferentes: doble CD con 19 canciones (formato estándar),  discolibro Edición Especial de más de 40 páginas, "Caja Edicición Limitada" con Discolibro y extras y USB con las 19 canciones del disco, pdf digital y extras. Por deseo expreso del grupo todos los formatos fueron publicados el 27 de mayo para que no hubiera reediciones especiales con contenido extra que forzara a volver a comprar el disco más adelante. Además, se pudo descargar en su web a un precio reducido y con contenidos extra.
En julio de 2010, recibieron el doble disco de platino (200 000 copias) por las ventas de Gato Negro · Dragón Rojo. Solo en 2008 vendieron 111 000 copias. El álbum entró directamente al n.º1 en la lista oficial de los álbumes más vendidos en España, consiguiendo además su primer Disco de Platino (100 000 copias) en solo siete días. Por Gato Negro · Dragón Rojo ganaron el Premio de la música al Mejor álbum en 2009.

## Declaraciones
Sobre este disco el grupo ha hecho diferentes declaraciones. Eva Amaral respondiendo a si un disco de 19 canciones es excesivo o no dijo que "las canciones están ahí porque a los dos nos parecen muy buenas. Nunca hemos grabado nada que no nos haya convencido al cien por cien. Hay canciones que suenan inmediatas y directas y otras que podrías escucharlas con la luz apagada, tirada en la cama. Todas ellas son el retrato del grupo ahora mismo. Todas están basadas en la forma de tocar de Juan y en mi voz. Tienen una unidad y van cruzando paisajes distintos. Los discos que más me gustan suelen pasar por momentos diferentes". Juan, por su lado,  ante la afirmación de que Gato Negro♦Dragón Rojo era un disco arriesgado afirmó que "todas las canciones, incluso las más difíciles de escuchar, nos representan. Lo que hicimos fue reducir al máximo el número de canciones, porque teníamos muchas más, incluso algunas mucho más radiantes y mucho más directas. Pero pensamos que estas diecinueve eran las que reflejaban el momento que el grupo estaba viviendo y había vivido inmediatamente antes. Fue, además, un debate entre Eva y yo, y lo hicimos aun a sabiendas de que un día llegaría un periodista y nos haría esta pregunta. Pero sí, tengo que decir que hay canciones que están hechas para escucharlas de forma muy inmediata y otras que la apuesta sería escucharlas con la luz apagada, tirado en la cama y, a lo mejor, necesitan más de una escucha. Pero todas ellas ofrecen una semblanza bastante fiel de lo que es el grupo en este momento".
Ante la pregunta de si no hubiera sido más conveniente hacer un álbum sencillo en vez de uno doble, Aguirre respondió que "era un disco que nos daba aire. Es un disco que si lo escuchas de una determinada manera, está apuntando al futuro. Creo que Amaral en el quinto disco tenía que apuntar al futuro. Y había un reto: grabar canciones que no sean inmediatas, en detrimento de otras que eran muy inmediatas y que se han quedado fuera. Y todos sabemos lo que es una canción inmediata".  También dijo que el disco no fue una obra continuísta porque "“Gato negro…” respondía a un periodo triste de nuestras vidas, en un momento de mucha exposición pública, justo después de que falleciera la madre de Eva, y no creo que mucha gente pueda imaginarse lo que significa estar expuesto en esas condiciones".
Sobre cual fue la canción que provocó que naciera el disco, Juan Aguirre afirma que "el motor fue ‘Concorde’, esa es la canción que lo estructuraba, una canción obviamente oscura, tan importante en la gestación del disco que podía haberse titulado así, ‘Concorde’. Siempre hemos tratado que en nuestros discos haya una coherencia, aunque luego suenen variados. Supongo que por esa razón dejamos fuera temas que eran potencialmente arrasadores para los conciertos, los más luminosos. Para mí, escuchado con distancia, fue un paso importante. No tenía que ver nada con “Pájaros en la cabeza”, creo que si lo escuchas con atención apreciarás que es un disco muy personal".  “Concorde” fue un tema que "grabó [Eva] en el salón de su casa y hemos utilizado parte de ese boceto inicial con la guitarra en la versión final, porque nos parecía que era el toque honesto que le hacía ganar fuerza".
Sobre el disco y las canciones, Eva Amaral dice que "es doble y tiene dos nombres, pero no es que cada uno seamos un disco. Lo que sí es cierto es que estos animales nos resultan muy evocadores. Sin ir más lejos yo tengo un dragón enorme en la espalda que me da mucha fuerza; soy muy insegura y me lo hice en una época difícil de mi vida, para recordarme que hay que seguir adelante" y que "me gusta mucho ese tema [Dragón Rojo], y también "Las Chicas De Mi Barrio", que habla de la atracción física entre dos personas, pero "Concorde", que describe una decepción profunda, es el más personal para mí".

## Lista de canciones
Gato negro

| N.º | Título                                     | Escritor(es)             | Duración |  |
| 1.  | «Kamikaze»                                 | Eva Amaral, Juan Aguirre | 3:43     |  |
| 2.  | «Tarde de domingo rara»                    | Eva Amaral, Juan Aguirre | 3:20     |  |
| 3.  | «La barrera del sonido»                    | Eva Amaral, Juan Aguirre | 3:17     |  |
| 4.  | «Las chicas de mi barrio»                  | Eva Amaral, Juan Aguirre | 4:32     |  |
| 5.  | «Esta noche»                               | Eva Amaral, Juan Aguirre | 3:42     |  |
| 6.  | «Las puertas del infierno»                 | Eva Amaral, Juan Aguirre | 3:00     |  |
| 7.  | «Biarritz» (cover de Dias de Vino y Rosas) | Juan Aguirre             | 4:17     |  |
| 8.  | «Gato negro»                               | Eva Amaral, Juan Aguirre | 3:29     |  |
| 9.  | «Rock & Roll»                              | Eva Amaral, Juan Aguirre | 4:15     |  |

Dragón rojo

| N.º | Título                                                         | Escritor(es)             | Duración |  |
| 1.  | «Perdóname»                                                    | Eva Amaral, Juan Aguirre | 3:29     |  |
| 2.  | «Alerta»                                                       | Eva Amaral, Juan Aguirre | 3:57     |  |
| 3.  | «El blues de la generación perdida»                            | Eva Amaral, Juan Aguirre | 3:35     |  |
| 4.  | «De carne y hueso»                                             | Eva Amaral, Juan Aguirre | 4:42     |  |
| 5.  | «Dragón rojo» (instrumental)                                   | Eva Amaral, Juan Aguirre | 2:06     |  |
| 6.  | «Es sólo una canción»                                          | Eva Amaral, Juan Aguirre | 3:49     |  |
| 7.  | «El artista del alambre»                                       | Eva Amaral, Juan Aguirre | 3:11     |  |
| 8.  | «Deprisa»                                                      | Eva Amaral, Juan Aguirre | 3:13     |  |
| 9.  | «Doce palabras» (Con la colaboración de Peter Buck, de R.E.M.) | Eva Amaral, Juan Aguirre | 3:10     |  |
| 10. | «Concorde»                                                     | Eva Amaral, Juan Aguirre | 4:43     |  |

## Caja edición limitada
| \| N.º \| Título \| Escritor(es) \| Duración \| \| \| 1. \| «Kamikaze» \| Eva Amaral, Juan Aguirre \| 3:43 \| \| \| 2. \| «Tarde De Domingo Rara» \| Eva Amaral, Juan Aguirre \| 3:20 \| \| \| 3. \| «La Barrera Del Sonido» \| Eva Amaral, Juan Aguirre \| 3:17 \| \| \| 4. \| «Las Chicas De Mi Barrio» \| Eva Amaral, Juan Aguirre \| 4:32 \| \| \| 5. \| «Esta Noche» \| Eva Amaral, Juan Aguirre \| 3:42 \| \| \| 6. \| «Las Puertas Del Infierno» \| Eva Amaral, Juan Aguirre \| 3:00 \| \| \| 7. \| «Biarritz» (cover de Días De Vino Y Rosas) \| Juan Aguirre \| 4:17 \| \| \| 8. \| «Gato Negro» \| Eva Amaral, Juan Aguirre \| 3:29 \| \| \| 9. \| «Rock & Roll» \| Eva Amaral, Juan Aguirre \| 4:15 \| \| |                                            |                          |          |  |
| N.º | Título                                     | Escritor(es)             | Duración |  |
| 1. | «Kamikaze»                                 | Eva Amaral, Juan Aguirre | 3:43     |  |
| 2. | «Tarde De Domingo Rara»                    | Eva Amaral, Juan Aguirre | 3:20     |  |
| 3. | «La Barrera Del Sonido»                    | Eva Amaral, Juan Aguirre | 3:17     |  |
| 4. | «Las Chicas De Mi Barrio»                  | Eva Amaral, Juan Aguirre | 4:32     |  |
| 5. | «Esta Noche»                               | Eva Amaral, Juan Aguirre | 3:42     |  |
| 6. | «Las Puertas Del Infierno»                 | Eva Amaral, Juan Aguirre | 3:00     |  |
| 7. | «Biarritz» (cover de Días De Vino Y Rosas) | Juan Aguirre             | 4:17     |  |
| 8. | «Gato Negro»                               | Eva Amaral, Juan Aguirre | 3:29     |  |
| 9. | «Rock & Roll»                              | Eva Amaral, Juan Aguirre | 4:15     |  |

| \| N.º \| Título \| Escritor(es) \| Duración \| \| \| 1. \| «Perdóname» \| Eva Amaral, Juan Aguirre \| 3:29 \| \| \| 2. \| «Alerta» \| Eva Amaral, Juan Aguirre \| 3:57 \| \| \| 3. \| «El Blues De La Generación Perdida» \| Eva Amaral, Juan Aguirre \| 3:35 \| \| \| 4. \| «De Carne Y Hueso» \| Eva Amaral, Juan Aguirre \| 4:42 \| \| \| 5. \| «Dragón Rojo» (instrumental) \| Eva Amaral, Juan Aguirre \| 2:06 \| \| \| 6. \| «Es Solo Una Canción» \| Eva Amaral, Juan Aguirre \| 3:49 \| \| \| 7. \| «El artista del alambre» \| Eva Amaral, Juan Aguirre \| 3:11 \| \| \| 8. \| «Deprisa» \| Eva Amaral, Juan Aguirre \| 3:13 \| \| \| 9. \| «Doce Palabras» (Con La Colaboración De Peter Buck, De R.E.M.) \| Eva Amaral, Juan Aguirre \| 3:10 \| \| \| 10. \| «Concorde» \| Eva Amaral, Juan Aguirre \| 4:43 \| \| |                                                                |                          |          |  |
| N.º | Título                                                         | Escritor(es)             | Duración |  |
| 1. | «Perdóname»                                                    | Eva Amaral, Juan Aguirre | 3:29     |  |
| 2. | «Alerta»                                                       | Eva Amaral, Juan Aguirre | 3:57     |  |
| 3. | «El Blues De La Generación Perdida»                            | Eva Amaral, Juan Aguirre | 3:35     |  |
| 4. | «De Carne Y Hueso»                                             | Eva Amaral, Juan Aguirre | 4:42     |  |
| 5. | «Dragón Rojo» (instrumental)                                   | Eva Amaral, Juan Aguirre | 2:06     |  |
| 6. | «Es Solo Una Canción»                                          | Eva Amaral, Juan Aguirre | 3:49     |  |
| 7. | «El artista del alambre»                                       | Eva Amaral, Juan Aguirre | 3:11     |  |
| 8. | «Deprisa»                                                      | Eva Amaral, Juan Aguirre | 3:13     |  |
| 9. | «Doce Palabras» (Con La Colaboración De Peter Buck, De R.E.M.) | Eva Amaral, Juan Aguirre | 3:10     |  |
| 10. | «Concorde»                                                     | Eva Amaral, Juan Aguirre | 4:43     |  |